# 廖茶姑五媽廟
23°53′49″N 120°22′13″E / 23.897052°N 120.370208°E
廖茶姑五媽廟，是位於臺灣彰化縣二林鎮南光里的廖茶姑娘廟。

## 主神
依廖茶姑五媽廟信徒在1996年的調查，廖茶生於光緒十八年（1892年），雲林縣西螺鎮頂湳里人氏，在家排行第五，二十歲時嫁西螺歐家，二十五歲時即逝世。
據南光里長陳金龍表示：日治時期有一芳苑鄉的賣蚵商人到雲林經商，因生意清淡，向西螺鎮茄苳仔廖茶姑廟地方祭拜，生意突然變得興旺，後他就取神位上的香灰回去。當此蚵商行經今二林鎮農會前，因路途勞累，就在現儒林路旁的一株莿桐樹下休息，不料在拿香菸時，口袋中香灰掉了出來，就此廖茶姑娘就附在莿桐樹上。因盛傳該株莿桐樹的枝葉能治療一般牲畜病及幫助幼兒收驚，靈驗廣為人知，南光里民並在莿桐樹上結上紅綵供人膜拜。

## 建廟
隨著儒林路拓寬，該株莿桐樹面臨被砍命運，才經由陳金龍父親陳六仔、及地理師施安平等人另覓得目前所在的廟址搭建一竹廟。戰後，以磚塊重建。以廖茶為主神還有南投縣魚池鄉廖茶姑廟、新竹縣竹北市廖茶先生媽廟，彰化縣芳苑鄉廖茶仙廟。
此廟因在南光里建興街上，與南都酒家舊址毗鄰，附近過去酒家、茶室林立，自然成為特種營業女子的精神寄託所在，每逢初一、十五，總會備水果、鮮花前來膜拜。

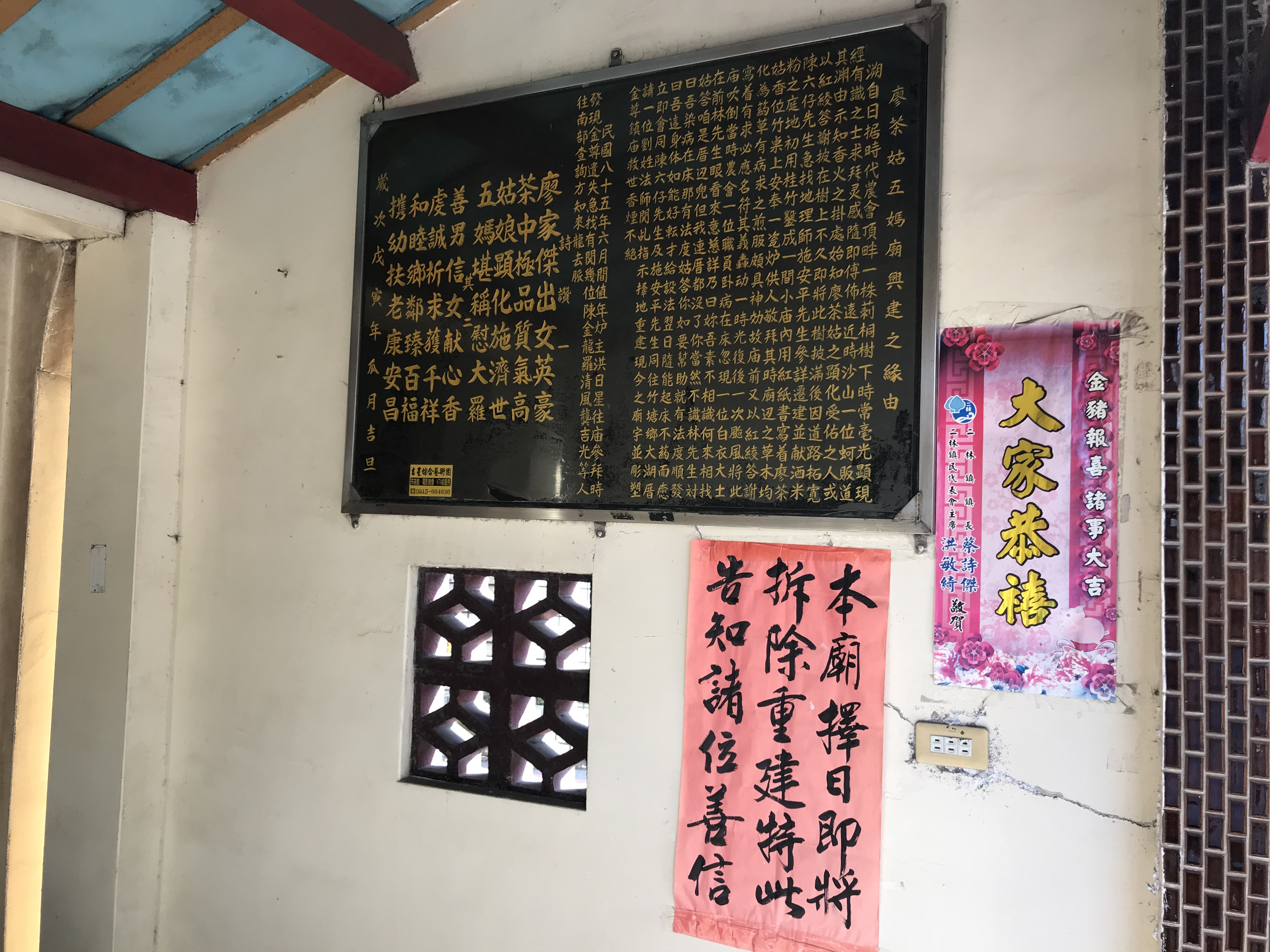
2020年重建告示

1996年，廖茶姑娘稱號改為「廖茶姑五媽」。

## 借貸
臺灣向廟宇神明求借貸以祈求發財的習俗，起源於石碇姑娘廟，日後最大規模的是竹山紫南宮。
陳金龍回憶說，有一名賭漢身上沒錢，又羨慕在聲色場所揮金如土的富豪，就到廖茶姑娘案前發願，向廟公借錢，信誓旦旦地決心出外賺錢，發展成功回來將加倍奉還，廟公見他可憐就借給一點錢做路費，之後凡是缺錢急用的信徒都來求神。當時擔任爐主、負責保管香油錢的羅清風，就撥出一筆錢作為基金提供給信徒應急，規定只要向廖茶姑娘連擲三筊，即可以借到，但以新台幣一萬元為限，每年農曆七月廿七日廖茶姑娘誕辰要還。
1994年報導時，發財金制度建立十年來，已近百餘名信徒借錢未還，讓廟方無法改建廟宇。至1998年，因已被信徒積欠二百多萬元，所以每人的借貸金改為六百元。2000年時，總計超過二百名信徒未還錢，形成二百多萬元的呆帳。樂透彩上路之後，吸引更多的信眾前往借錢，導致廖茶姑五媽廟呆帳累積到三百萬，因此決定不再開放借錢。